# Pegomya betae
Pegomya betae is een vliegensoort uit de familie van de bloemvliegen (Anthomyiidae). De wetenschappelijke naam van de soort is voor het eerst geldig gepubliceerd in 1847 door Curtis.
Dit is een plaaginsect voor de landbouw. De larven van deze vlieg zijn bladmineerders in bladeren van de suikerbiet (Beta vulgaris). Een aangetaste plant kan daardoor vrij grote schade oplopen door bladnecrose en kan minder gemakkelijk water opnemen.
In laboratoriumomstandigheden blijkt de levenscyclus van de vlieg ongeveer 29 tot 37 dagen voor een generatie te zijn. Na drie dagen komt de larve uit het ei; de ontwikkeling van de larve duurt 9 à 14 dagen; het stadium van de pop 12 à 15 dagen. 4 tot 5 dagen na verpopping leggen de volwassen wijfjes ongeveer 200 eitjes.